# 角魴鮄屬
角魴鮄屬，是條鰭魚綱鱸形目魴鮄科下的一個屬。

## 命名
本屬的學名「Pterygotrigla」的字根「pterigion」（羅馬化：pterúgion）是「pteryx」（羅馬化：ptérux）的小詞綴，意為「翅膀」，「trigla」即指「羊魚」，因胸鰭比例相對大，样貌似羊魚而得名。

## 分布
本屬為底棲海魚，主要分布於印度洋東部到西太平洋，只有一種分布於太平洋東南，包括了熱帶、亞熱帶及溫帶魚種，主要是深水魚，大都在50公尺到500公尺之間，最淺10公尺，最深可達600公尺。

## 形態
本屬為小型魚，最大體長在8公分到38公分之間，大部分在10到20公分左右，體形紡錘狀，切面呈棱角，典型都有背鰭硬棘7-10枚、軟條11-13枚，臀鰭無硬棘、軟條11-13枚，脊椎26-28節（通常27），胸鰭前有3枚不相連的鰭條。

## 經濟利用
本屬魚種可食用，有潜在經濟價值。

## 分類
本屬屬於角魴鮄亞科，目前這個屬有30個被認可的種：
- 尼岡氏角魴鮄 Pterygotrigla amaokai Richards, Yato & Last, 2003：又稱尼岡氏棘角魚。
- 安氏角魴鮄 Pterygotrigla andertoni Waite, 1910：又稱安氏棘角魚。
- 阿拉伯角魴鮄 Pterygotrigla arabica (Boulenger, 1888)：又稱阿拉伯棘角魚。
- 卡佐拉羅理角魴鮄 Pterygotrigla cajorarori Richards & Yato, 2012
- 鱗腹角魴鮄 Pterygotrigla draiggoch Richards, Yato & Last, 2003：又稱鱗腹棘角魚。
- 點鰭角魴鮄 Pterygotrigla elicryste Richards, Yato & Last, 2003：又稱點鰭棘角魚。
- 戈氏角魴鮄 Pterygotrigla gomoni Last & Richards, 2012：又稱戈氏棘角魚。
- 格氏角魴鮄 Pterygotrigla guezei Fourmanoir, 1963：又稱格氏棘角魚。
- 哈氏角魴鮄 Pterygotrigla hafizi Richards, Yato & Last, 2003：又稱哈氏棘角魚。
- 中間角魴鮄 Pterygotrigla intermedica Roy, Ray, Mishra, Mishra & Mohapatra, 2023
- 尖棘角魴鮄 Pterygotrigla hemisticta (Temminck & Schlegel, 1843)：又稱尖棘角魚、大棘角鲂鮄。
- 鎧角魴鮄 Pterygotrigla hoplites (Fowler, 1938)：又稱鎧棘角魚。
- 雅卡角魴鮄 Pterygotrigla jacad Richards & Yato, 2014
- 黑鰭角魴鮄 Pterygotrigla leptacanthus (Günther, 1880)：又稱黑鰭棘角魚。
- 大鱗角魴鮄 Pterygotrigla macrolepidota (Kamohara, 1938)：又稱大鱗棘角魚。
- 長吻角魴鮄 Pterygotrigla macrorhynchus Kamohara, 1936：又稱長吻棘角魚。
- 大眼角魴鮄 Pterygotrigla megalops (Fowler, 1938)：又稱大眼副角魴鮄。
- 多斑角魴鮄 Pterygotrigla multiocellata Yatou & Yamakawa, 1983：又稱多斑棘角魚。
- 密點角魴鮄 Pterygotrigla multipunctata (Matsubara, 1937)：又稱密點棘角魚。
- 黃斑角魴鮄 Pterygotrigla pauli Hardy, 1982：又稱黃斑棘角魚。
- 新西蘭角魴鮄 Pterygotrigla picta (Günther, 1880)：又稱新西蘭棘角魚。
- 繁星角魴鮄 Pterygotrigla polyommata  (Richardson, 1839)：又稱繁星棘角魚。
- 羅氏角魴鮄 Pterygotrigla robertsi del Cerro & Lloris, 1997：又稱羅氏棘角魚。
- 琉球角魴鮄 Pterygotrigla ryukyuensis Matsubara & Hiyama, 1932：又稱琉球棘角魚。
- 索馬來角魴鮄 Pterygotrigla saumarez Last & Richards, 2012：又稱索馬來棘角魚。
- 斑鰭角魴鮄 Pterygotrigla soela Richards, Yato & Last, 2003：又稱斑鰭棘角魚。
- 斯氏角魴鮄 Pterygotrigla spirai Golani & Baranes, 1997：又稱斯氏棘角魚。
- 太加拉角魴鮄 Pterygotrigla tagala (Herre & Kauffman, 1952)：又稱太加拉棘角魚。
- 厄氏角魴鮄 Pterygotrigla urashimai Richards, Yato & Last, 2003：又稱厄氏棘角魚。